# Notidobia demelti
Notidobia demelti är en nattsländeart som beskrevs av Malicky 1974. Notidobia demelti ingår i släktet Notidobia och familjen krumrörsnattsländor. Inga underarter finns listade i Catalogue of Life.